# Demi Vollering
Adriana Geertruida (Demi) Vollering (Pijnacker, 15 november 1996) is een Nederlands wielrenster die vanaf 2025 rijdt voor FDJ-Suez. Ze begon in 2019 bij Parkhotel Valkenburg waarna ze voor Team SD Worx/Team SD Worx-Protime uitkwam.

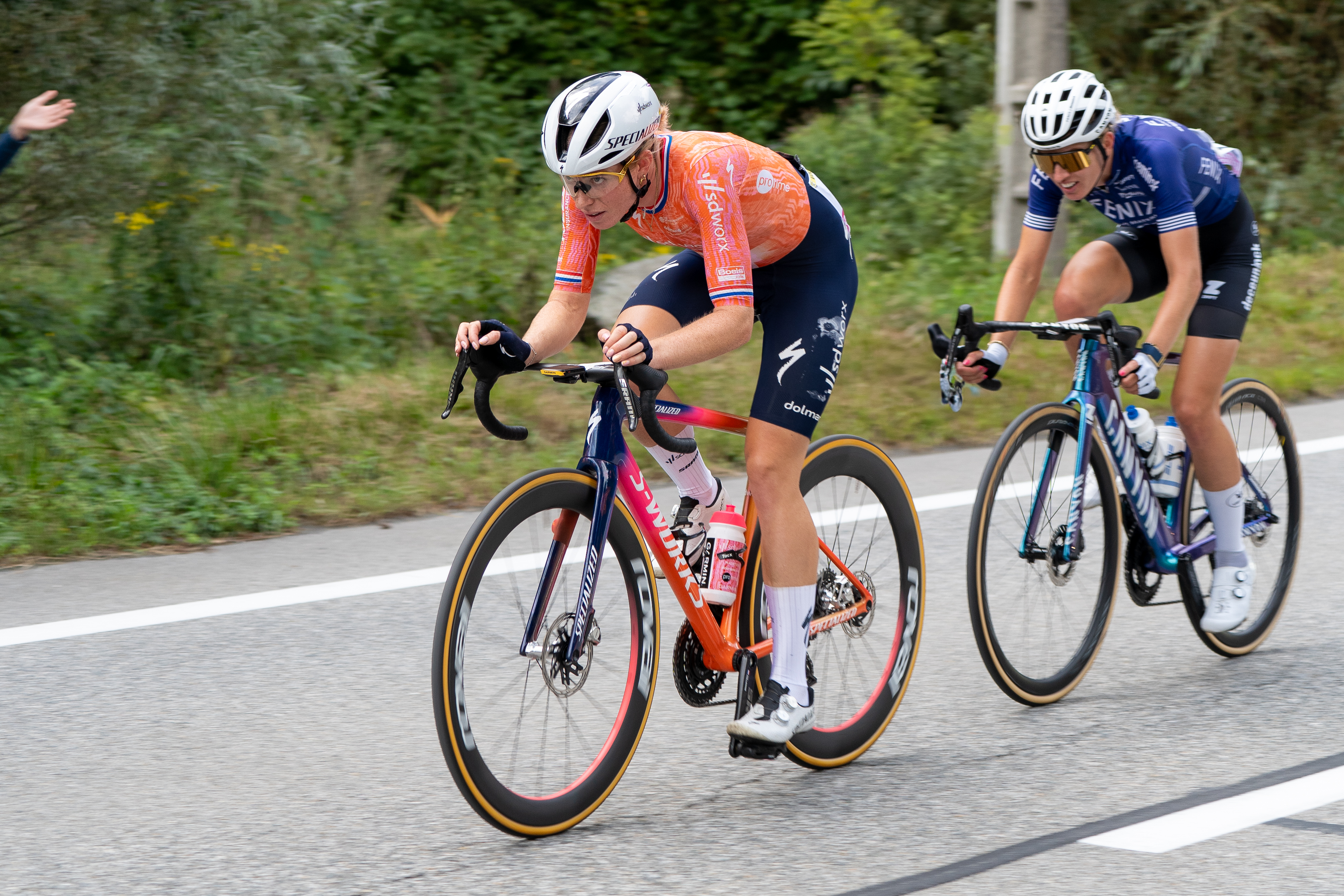
Demi Vollering in etappe 8 van de Tour de France Femmes 2024

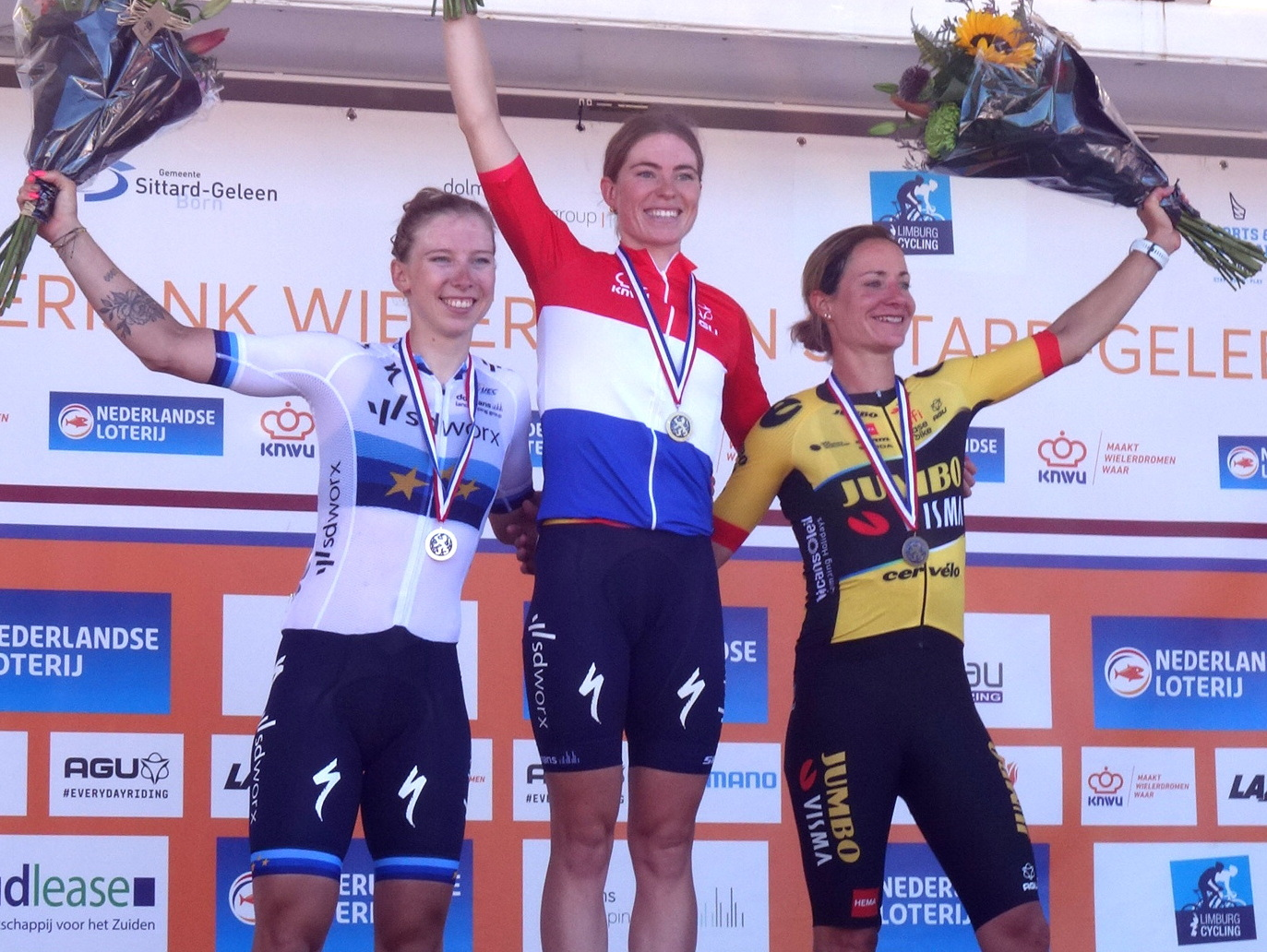
Vollering werd Nederlands kampioen 2023.

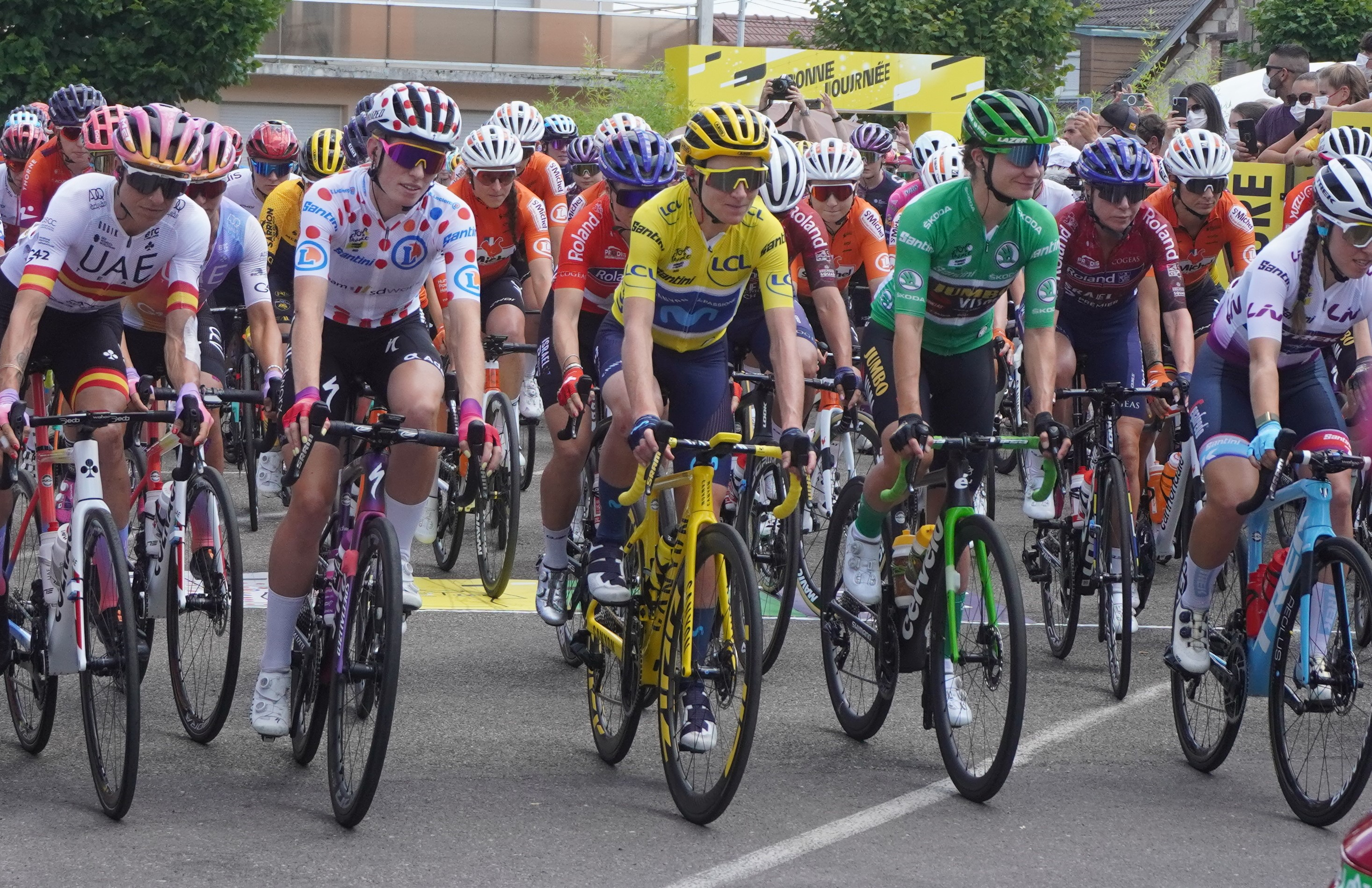
Vollering werd tweede in de Tour de France Femmes 2022 en won de bolletjestrui.

## Carrière

### Eerste kennismakingen (2019-2020)
Vollering won in 2019 de Volta Limburg Classic, tevens haar eerste profoverwinning. Later dat voorjaar behaalde ze een zevende plaats tijdens de Amstel Gold Race, werd ze vijfde in de Waalse Pijl en derde tijdens Luik-Bastenaken-Luik. In mei won ze de proloog van de GP Elsy Jacobs, waar ze tweede werd in het eindklassement op drie seconden achter Lisa Brennauer. Aan het eind van het jaar behaalde ze een vijfde plek in de GP Plouay en maakte ze deel uit van de Nederlandse selectie tijdens het wereldkampioenschap in Yorkshire, waar ze de wedstrijd openbrak op de eerste beklimming. Ze eindigde uiteindelijk als 56e. In oktober won ze de najaarsklassieker Ronde van Emilia, voor de Italiaanse Elisa Longo Borghini. In 2020, het jaar waarin de volledige wieleragenda werd aangepast wegens de coronapandemie, behaalde ze meerdere ereplaatsen in de klassiekers die dat jaar in het najaar plaats vonden. Zo werd ze derde in de Waalse Pijl en zevende in de Ronde van Vlaanderen en Gent-Wevelgem. Voor het seizoen 2021 maakte ze de overstap naar Team SD Worx.

### Grote doorbraak (2021-2022)
Op 25 april 2021 haalde Vollering haar eerste overwinning in een Monument, ze won de klassieker Luik-Bastenaken-Luik. Ze won de sprint waarin ze naast haar landgenoten Anna van der Breggen en Annemiek van Vleuten ook Katarzyna Niewiadoma en Longo Borghini versloeg. Eerder dat voorjaar werd Vollering al tweede in de Amstel Gold Race en de Brabantse Pijl. Bij de achtste editie van La Course zegevierde Vollering voor onder anderen Cecilie Uttrup Ludwig. Hiermee volgde Vollering Marianne Vos op, die als laatste Nederlandse in 2019 deze eendagswedstrijd won. Later in 2021 nam Vollering deel aan de Olympische Spelen waar ze 25e werd in de wegwedstrijd en de wegwedstrijden op de Europese en Wereldkampioenschappen. Begin oktober won ze de tijdrit in de The Women's Tour wat haar genoeg voorsprong bleek op te leveren op haar concurrenten waardoor ze drie dagen later ook de leiderstrui mee naar huis kon nemen. Dit was haar eerste meerdaagse overwinning in de UCI Women's World Tour.
In haar tweede jaar bij de ploeg Team SD Worx reeg ze de top tien klasseringen aaneen.  Vollering begon sterk in het voorjaar met podiumplaatsen in onder andere de Omloop Het Nieuwsblad en de Waalse Pijl en zegevierde, na een tweede plaats in 2021, in de Brabantse Pijl waar ze solo aan de finish kwam. In de maanden mei en juli won ze meerdere klassementen en etappes in meerdaagse wedstrijden. In de Itzulia Women won ze alle drie de verreden etappes en het eind- en puntenklassement. Ook in de Ronde van Burgos en de Ronde van Frankrijk liet ze zich van haar beste kant zien in de wedstrijden. Ze won meerdere klassementen, in het eindklassement van beide wedstrijden stond ze respectievelijk op de derde en tweede trede.

### Voorjaar en Spanje (2023-2024)
In het voorjaar van 2023 bewees Vollering aan de hele wereld dat zij aan de top stond van het internationale vrouwenwielrennen. Van de acht eendagsklassiekers waar ze aan deelnam in de periode februari tot en met april won ze er vijf. Dit waren: Strade Bianche, Dwars door Vlaanderen, de Amstel Gold Race, de Waalse Pijl en Luik-Bastenaken-Luik. Tweemaal werd ze tweede en eenmaal zeventiende in respectievelijk de Ronde van Vlaanderen, de Brabantse Pijl en de Omloop Het Nieuwsblad. Dit succes kon ze vasthouden bij de volgende drie Spaanse meerdaagse wedstrijden waar ze aan deelnam. In de Ronde van Spanje werd ze tweede in het eindklassement en zegevierde tweemaal in een etappe. In zowel de Itzulia Women als de Ronde van Burgos won ze twee etappes. In de Ronde van Burgos was ze ook de sterkste in het eindklassement, voor landgenote Shirin van Anrooij. Nadat Vollering eind juni voor het eerst in haar carrière nationaal kampioen werd op de weg nam ze deel aan de Ronde van Frankrijk. Ze drukte haar stempel op deze Grote Ronde in de zevende etappe, die finishte op de Col du Tourmalet. Na een etappe van negentig kilometer kwam ze als eerste in de mist over de eindstreep, ze had een voorsprong van twee minuten op de Poolse Niewiadoma. De voorsprong die Vollering hiermee had opgebouwd was groot genoeg voor haar eerste eindzege in de Tour. Haar ploeggenote Lotte Kopecky werd tweede in de eindklassering. Bij Vollerings vijfde deelname aan de Wereldkampioenschappen wielrennen in 2023 werd ze tweede achter de Belgische Kopecky. In het najaar werd Vollering nog derde op de eerste Wereldkampioenschappen gravel bij de vrouwen.
In 2024 nam Vollering wederom achtmaal deel aan een zogeheten voorjaarsklassieker. Ditmaal wist ze de wielerwereld minder te overweldigen: zesmaal haalde ze een top tien plaats waaronder driemaal op het podium. In haar geliefde Spaanse drieluik dat volgde wist ze haar stempel te drukken op alle drie de meerdaagse wedstrijden. Ze won de Ronde van Spanje, de Itzulia Women en de Ronde van Burgos. Bij elkaar opgeteld won ze vijf etappes in alle drie de wedstrijden. Het succes zette ze voort in de Ronde van Zwitserland: ze won het eindklassement en drie van de vier etappes. Voor de start van de derde editie van de Ronde van Frankrijk reed ze de tijdrit en de wegwedstrijd op de Olympische Spelen én de nationale kampioenschappen. Bij de Ronde van Frankrijk was Vollering op voorhand een van de grote favorieten voor de eindzege. De ronde startte dat jaar op Nederlandse bodem, de derde etappe betrof een tijdrit in en rond Rotterdam en werd gewonnen door de renster uit Pijnacker. Ze nam de leiderstrui over van Charlotte Kool, Vollering hield de gele trui twee dagen in bezit. Daarna nam de Poolse Niewiadoma de trui over van Vollering wegens een valpartij in de vijfde etappe, Vollering zakte terug naar de negende plaats in het klassement. Ondanks vertrouwen dat ze de volgende etappes opdeed wist ze het tijdsverschil met Niewiadoma niet volledig goed te maken. Van de 1 minuut en 19 seconden hield de Poolse er 4 over en won zodoende deze editie van de Tour. Vollering wist zich op tijd te herpakken aangezien de volgende wedstrijd zich snel voordeed; in de Ronde van Romandië was ze het eerst boven op de slotklim van tweede etappe. Ploeggenote Kopecky zegevierde in het eindklassement, Vollering werd tweede.
Na de Tour kwam het wereldkampioenschap op de weg in Zürich, vlak bij haar woonplaats in Zwitserland. Ze was er de grote favoriet, maar de Nederlandse ploeg wist het niet af te maken en werd afgetroefd door Lotte Kopecky, dan nog ploeggenote bij SD-Worx.

### FDJ-Suez (2025)
Haar eerste koersdag in de kleuren van het Franse FDJ-Suez sloot ze solo af met de zege in de eerste etappe van de Setmana Ciclista Valenciana (Wielerweek van Valencia), de hier opgebouwde voorsprong hield ze vast in de volgende etappes en won daarmee ook het eindklassement.

## Overwinningen

### Wegwielrennen
2019 - 3 zeges - waarvan 2 UCI
Volta Limburg Classic (NAT)
Proloog GP Elsy Jacobs
Giro dell'Emilia
2021 - 4 zeges
Luik-Bastenaken-Luik
La Course by Le Tour de France
3e etappe The Women's Tour
Eindklassement The Women's Tour
2022 - 6 zeges
Brabantse Pijl
1e, 2e en 3e etappe Ronde van het Baskenland
Eind- en puntenklassement Ronde van het Baskenland
4e etappe Ronde van Burgos
Bergklassement Ronde van Burgos
Bergklassement Ronde van Frankrijk
2023 - 17 zeges
Strade Bianche
Dwars door Vlaanderen
Amstel Gold Race
Waalse Pijl
Luik-Bastenaken-Luik
5e en 7e etappe Ronde van Spanje
1e en 2e etappe Ronde van het Baskenland
Bergklassement Ronde van het Baskenland
2e en 4e etappe Ronde van Burgos
Eind- en bergklassement Ronde van Burgos
 Nederlands kampioenschap op de weg
7e etappe Ronde van Frankrijk
 Eindklassement Ronde van Frankrijk
Wereldkampioenschap wielrennen wegwedstrijd, elite
2e etappe Ronde van Romandië
Eindklassement Ronde van Romandië
2024 - 15 zeges
5e en 7e etappe Ronde van Spanje
 Eind- en bergklassement Ronde van Spanje
3e etappe Ronde van het Baskenland
Eind-, punten en bergklassement Ronde van het Baskenland
2e en 4e etappe Ronde van Burgos
Eind-, punten en bergklassement Ronde van Burgos
1e, 2e en 4e etappe Ronde van Zwitserland
Eind- en puntenklassement Ronde van Zwitserland
3e en 8e etappe Ronde van Frankrijk
2e etappe Ronde van Romandië
 Wereldkampioenschap tijdrijden, elite
2025 - 8 zeges
1e etappe Wielerweek van Valencia
Eindklassement Wielerweek van Valencia
Strade Bianche
5e en 7e etappe Ronde van Spanje
Eind- en bergklassement Ronde van Spanje
3e etappe Ronde van het Baskenland
Eind- en bergklassement Ronde van het Baskenland
2e etappe Ronde van Catalonië
Eind-, punt- en bergklassement Ronde van Catalonië
Totaal: 53 Individuele UCI-zeges

### Resultaten in voornaamste wedstrijden
| Jaar | Ronde van Italië | Ronde van Frankrijk | Ronde van Spanje |
| ---- | ---------------- | ------------------- | ---------------- |
| 2019 | 13e              |                     |                  |
| 2020 |                  |                     |                  |
| 2021 | ↑                |                     |                  |
| 2022 |                  | ↑                   | ↑                |
| 2023 |                  | ↑ (1)               | ↑ (2)            |
| 2024 |                  | ↑ (2)               | ↑ (2)            |
| 2025 |                  | ↑                   | ↑ (2)            |

| Jaar | Milaan-San Remo | Gent-Wevelgem | Ronde van Vlaanderen | Amstel Gold Race | Luik-Bast.‑Luik | Brabantse Pijl | Waalse Pijl | Strade Bianche |  | WK op de weg |
| ---- | --------------- | ------------- | -------------------- | ---------------- | --------------- | -------------- | ----------- | -------------- |  | ------------ |
| 2019 |                 | 35e           |                      | 7e               | ↑               |                | 5e          |                |  | 56e          |
| 2020 |                 | 7e            | 7e                   |                  | 11e             | opgave         | ↑           | 20e            |  | 35e          |
| 2021 |                 |               | 5e                   | ↑                | ↑               | ↑              | 10e         | 6e             |  | 7e           |
| 2022 |                 |               | 17e                  | ↑                | ↑               | ↑              | ↑           | 12e            |  |              |
| 2023 |                 |               | ↑                    | ↑                | ↑               | ↑              | ↑           | ↑              |  | ↑            |
| 2024 |                 |               | 8e                   | 22e              | ↑               | ↑              | ↑           | ↑              |  | 5e           |
| 2025 | 4e              |               |                      | 20e              | ↑               |                | ↑           | ↑              |  |              |

### Resultaten in overige rondes
| Jaar | Wielerweek van Valencia | Ronde van het Baskenland | Ronde van Burgos | Festival Elsy Jacobs | The Women's Tour | Ronde van Thüringen | Ronde van Zwitserland | Ronde van Scandinavië | Ronde van Romandië | Simac Ladies Tour |
| ---- | ----------------------- | ------------------------ | ---------------- | -------------------- | ---------------- | ------------------- | --------------------- | --------------------- | ------------------ | ----------------- |
| 2016 |                         |                          |                  |                      |                  |                     |                       |                       |                    | opgave            |
| 2017 |                         |                          |                  |                      |                  |                     |                       |                       |                    |                   |
| 2018 |                         |                          |                  |                      |                  | 24e                 |                       |                       |                    |                   |
| 2019 |                         |                          |                  | ↑ (1)                | 5e               |                     |                       | 60e                   |                    |                   |
| 2020 | ↑                       |                          |                  |                      |                  |                     |                       |                       |                    |                   |
| 2021 |                         |                          | ↑                |                      | ↑ (1)            |                     |                       |                       |                    | 5e                |
| 2022 |                         | ↑ (3)                    | ↑ (1)            | 4e                   |                  |                     |                       | opgave                | 16e                |                   |
| 2023 |                         | ↑ (2)                    | ↑ (2)            |                      |                  |                     | ↑                     |                       | ↑ (1)              | opgave            |
| 2024 |                         | ↑ (1)                    | ↑ (2)            |                      |                  |                     | ↑ (3)                 |                       | ↑ (1)              |                   |
| 2025 | ↑ (1)                   |                          |                  |                      |                  |                     |                       |                       |                    |                   |

(*) tussen haakjes aantal individuele etappe-overwinningen

### Gravel
2021
 Nederlands kampioene gravel
2023
 WK gravel

## Ploegen
- 2019 –  Parkhotel Valkenburg
- 2020 –  Parkhotel Valkenburg
- 2021 –  Team SD Worx
- 2022 –  Team SD Worx
- 2023 –  Team SD Worx
- 2024 –  Team SD Worx-Protime
- 2025 –  FDJ-Suez

## Onderscheidingen
In 2023 won zij de Keetie van Oosten-Hage Trofee, en werd zij bij de uitreiking door demissionair minister van Sport, Conny Helder, geridderd in de Orde van Oranje-Nassau.
Adegeest · De Boer · Buysman · Duyck · De Gast · Knetemann · F.Markus · Nagengast · Raaijmakers · De Ruiter · Swinkels · Uiterwijk Winkel · Van der Meer · Van Veen · Vollering · De Vuyst · Wiebes
De Boer · Van der Burg · Buysman · Duyck · De Gast · Van der Hulst · Kasper · Koster · Markus · Nagengast · Nilsson · Raaijmakers · K. Swinkels · S. Swinkels · Van Veen · Vollering · Wiebes
Blaak · Canuel · Cecchini · D'Hoore · Fisher-Black · Fournier · Majerus · Moolman-Pasio · Nosková · Pieters · Shackley · Uneken · Van der Breggen · Vollering
Blaak · Cecchini · Fisher-Black · Fournier · Frei(vanaf 8/8) · Kopecky · Majerus · Moolman-Pasio · Pieters · Reusser · Shackley · Uneken · Vas · Vollering
Bredewold · van den Broek-Blaak (zwangerschapsverlof) · Cecchini · Fisher-Black · Frei · Guarischi · Kopecky · Majerus · Markus · Reusser · Schreiber (vanaf 1/3) · Shackley · Uneken · Vas · Vollering · Wiebes
Bredewold  · van den Broek-Blaak · Cecchini · Fisher-Black · Gerritse · Guarischi · Kopecky  · Majerus · Markus · Reusser   · Schreiber · Shackley (tot 16/4) · Uneken · Vas  U23 · Vollering · Wiebes
Adegeest · Buysman · Chabbey · Curinier · Demay · Duval · Gery · Guazzini · Kraak · Labous · Le Net · Molengraaf · Muzic · Rayer · Vigilia · Vollering · Wiel · Wollaston
- Gemeinsame Normdatei: 1297883977
- Virtual International Authority File: 4909169181069169050009